# Toon Aerts
Toon Aerts (Malle, 19 ottobre 1993) è un ciclocrossista e ciclista su strada belga che gareggia per il team Lotto. Nella specialità del ciclocross ha vinto un titolo europeo, nel 2016, due Coppe del mondo, nelle stagioni 2018-2019 e 2019-2020, e tre medaglie di bronzo mondiali consecutive, nel 2019, 2020 e 2021.
È fratello di Thijs Aerts, anch'egli ciclocrossista.

## Palmarès

### Cross
- 2015-2016 (Telenet-Fidea, due vittorie)

GGEW Grand Prix Cross (Bensheim)
Grote Prijs Leuven (Lovanio)
- 2016-2017 (Telenet-Fidea/Telenet Fidea Lions, tre vittorie)

Campionati europei, gara Elite (con la Nazionale belga)
Jaarmarktcross, 3ª prova Soudal Classics (Niel)
Grote Prijs Sven Nys, 7ª prova DVV Verzekeringen Trofee (Baal)
- 2017-2018 (Telenet Fidea Lions, una vittoria)

Jaarmarktcross, 2ª prova Soudal Classics (Niel)
- 2018-2019 (Telenet Fidea Lions, sette vittorie)

Cyclo-Cross Collective Cup #2, 1ª prova Coppa del mondo (Waterloo)
Jingle Cross, 2ª prova Coppa del mondo (Waterloo)
Koppenbergcross, 1ª prova DVV Verzekeringen Trofee (Oudenaarde)
Vlaamse Druivencross (Overijse)
Campionati belgi, gara Elite
Cyclocross Masters, 5ª prova Soudal Classics (Waregem)
Cyclocross Leuven, 6ª prova Soudal Classics (Lovanio)
- 2019-2020 (Telenet Fidea Lions/Telenet Baloise Lions, quattro vittorie)

Niels Albert CX, 2ª prova Superprestige (Boom)
Cyclocross Zonhoven, 5ª prova Superprestige (Zonhoven)
Hotondcross, 4ª prova DVV Verzekeringen Trofee (Ronse)
Cyclocross Leuven, 4ª prova Rectavit Series (Lovanio)
- 2020-2021 (Telenet Baloise Lions/Baloise Trek Lions, quattro vittorie)

Polderscross, 2ª prova Ethias Cross (Kruibeke)
Cyclocross Gieten, 1ª prova Superprestige (Gieten)
Be-Mine Cross, 3ª prova Ethias Cross (Beringen)
Brussels Universities Cyclocross, 8ª prova X2O Badkamers Trofee (Bruxelles)
- 2021-2022 (Baloise Trek Lions, quattro vittorie)

Cyclocross Gieten, 1ª prova Superprestige (Gieten)
Cyclocross Zonhoven, 4ª prova Coppa del mondo (Zonhoven)
Urban Cross, 2ª prova X2O Badkamers Trofee (Kortrijk)
Krawatencross, 7ª prova X2O Badkamers Trofee (Lille)

#### Altri successi
- 2018-2019 (Telenet Fidea Lions)

Classifica generale Coppa del mondo
- 2019-2020 (Telenet Fidea Lions/Telenet Baloise Lions)

Classifica generale Coppa del mondo
- 2020-2021 (Telenet Baloise Lions/Baloise Trek Lions)

Classifica generale Superprestige
- 2021-2022 (Baloise Trek Lions)

Classifica generale X2O Badkamers Trofee

### Strada
- 2017 (Telenet Fidea Lions, una vittoria)

Internationale Wielertrofee Jong Maar Moedig

#### Altri successi
- 2019 (Telenet Fidea Lions)

Classifica scalatori Flèche du Sud
Classifica scalatori Tour de Wallonie

### Gravel
- 2024

UCI Gravel World Series ME - Gravel Fondo Limburg

## Piazzamenti

### Competizioni mondiali
- Campionati del mondo di ciclocross

Louisville 2013 - Under-23: 3º
Hoogerheide 2014 - Under-23: 5º
Tábor 2015 - Under-23: 6º
Valkenburg 2018 - Elite: 4º
Bogense 2019 - Elite: 3º
Dübendorf 2020 - Elite: 3º
Ostenda 2021 - Elite: 3º
Fayetteville 2022 - Elite: 6º
- Campionati del mondo gravel

Brabante Fiammingo 2024 - Elite: 10º

### Competizioni continentali
- Campionati europei di ciclocross

Ipswich 2012 - Under-23: 9º
Lorsch 2014 - Under-23: 5º
Pontchâteau 2016 - Elite: vincitore
Tábor 2017 - Elite: 3º
Rosmalen 2018 - Elite: 5º
Silvelle 2019 - Elite: 7º
Rosmalen 2020 - Elite: 5º
Drenthe-Col du VAM 2021 - Elite: 4º
Pontevedra 2024 - Elite: 14º